# Asian Highway 11
Der Asian Highway 11 (AH11) (englisch für ‚Asiatische Fernstraße 11‘) ist eine Strecke des Asiatischen Fernstraßen-Projektes mit einer Gesamtlänge von 1588 km, davon sind etwa 1541 km asphaltiert.
Ähnlich den Europastraßen werden existierende Strecken zusätzlich mit der Bezeichnung „AH11“ ausgestattet. Die teilnehmenden Staaten haben sich verpflichtet, den Ausbaustandard der transnationalen Straßen zu erhöhen.
Die Fernstraße beginnt in der laotischen Hauptstadt Vientiane, wo der Highway auf den AH12 trifft. Der AH11 führt dann weiter über Ban Lao und Pakxan nach Thakhek, von dort gemeinsam mit dem AH15 weiter nach Xeno, hier wird der AH16 gekreuzt. Dann führt der AH11 weiter nach Pakse und bei Veun Kham ist der Grenzübergang nach Kambodscha. Es folgen Dong Krolor (auch Dom Kralor/Dong Kalaw) und die kambodschanische Hauptstadt Phnom Penh. Hier kreuzt der AH 11 den AH1. Schließlich endet die Fernstraße im kambodschanischen Hafen von Sihanoukville.

## Streckenabschnitte

### Laos
- Nationalstraße 13: Vientiane – Veun Kham (753 km)
- Grenze  Kambodscha

### Kambodscha
- Grenze  Laos
- NH-7: Dong Krolor – Skuon (509 km)
- NH-6A: Skuon – Phnom Penh (96 km)
- NH-4: Phnom-Penh – Sihanoukville (230 km)
- Expressway 4: Phnom Penh – Sihanoukville (187 km)